# Louis Borno
Eustache Antoine François Joseph Louis Borno (Puerto Príncipe, 20 de septiembre de 1865 – Pétionville, 29 de julio de 1942) fue un abogado y político haitiano, presidente de la República de Haití de 1922 a 1930, durante la ocupación militar estadounidense (1915-1934).

## Biografía
Licenciado en Derecho en 1890 por la Facultad de Derecho de París, Borno fue director de la Escuela de Derecho (École de droit) de Port-au-Prince y miembro fundador de la Société de législation, grupo de reflexión política modernista.
En 1899, fue diplomático en la República Dominicana, y más tarde, en 1908, ministro de Relaciones Exteriores y de Cultos bajo la presidencia de Pierre Nord Alexis.
El país, arruinado por las guerras civiles, tenía sin embargo interés para los EE. UU. que, según la doctrina Monroe, extendieron su influencia sobre los países del Caribe tras la construcción del canal de Panamá, ocupando militarmente Haití el 28 de julio de 1915.
Llegado el mandato del presidente Philippe Sudre Dartiguenave a su fin, el Consejo de Estado, órgano legislativo creado por la Constitución de 1918, se reunió y eligió como Presidente del país a Louis Borno el 10 de abril de 1922, mientras el General John H. Russell, Jr. fue nombrado Alto Comisionado estadounidense. Consciente de que muchos haitianos no hablaban francés, fue el primer presidente en autorizar el uso del criollo haitiano en el sistema educativo, en 1924. Viajó a Estados Unidos en 1926, donde se reunió con el presidente Calvin Coolidge.
Borno se negó a organizar elecciones libres bajo su mandato. Mantuvo un Consejo de Estado en el que 21 miembros fueron nombrados por él mismo. Así, fue reelegido el 12 de abril de 1926. La prensa se mostró molesta con esta política, denunciándolo. El diario Le Nouvelliste le cubrió de insultos e incluso se negó a escribir su nombre en la publicación. Tras esto, Borno intervino en la libertad de prensa, incluso encarcelando a algunos periodistas, como Jacques Roumain.
En 1927, Borno se preparó para un tercer mandato, a pesar de ser inconstitucional. El 21 de enero de 1929 se resolvieron antiguos conflictos fronterizos con la República Dominicana tras alcanzar un acuerdo Borno con el presidente dominicano Horacio Vásquez. En octubre de 1929, los alumnos de la Escuela de Agricultura de Damien se declararon en huelga. A la vanguardia de la oposición entre la élite educada se encontró el grupo L'Union Patriotique, que estableció lazos con los opositores a la ocupación en los propios EE. UU., en particular, la NAACP.
La crisis económica mundial que comenzó en 1929 cambió la política exterior estadounidense. El presidente Herbert Hoover consideró que había que deshacerse de la situación creada en Haití. Se nombraron dos comisiones para este fin, una de ellas presidida por William Cameron Forbes, que llegó en diciembre de 1929. El 6 de diciembre de 1929, un grupo de agricultores haitianos se enfrentó a un grupo de marines de EE. UU. quienes les dispararon, matando a diez de ellos.
El Comité de Cameron Forbes recomendó organizar unas elecciones libres y poner fin a la administración estadounidense. La oposición eligió a un presidente provisional, Louis Eugène Roy, quien fue el responsable de organizar las elecciones. El traspaso de poder tuvo lugar el 15 de mayo de 1930 con el nuevo presidente Sténio Vincent.
Borno, después de una estancia en Francia, se retiró a su finca en las colinas de Port-au-Prince y dejó de participar en la vida pública.